# فيكتوريا سونغ
فيكتوريا سونغ (بالصينية: 宋茜) (من مواليد 2 فبراير 1987) في شاندونغ، الصين. هي مغنية صينية بدأت مسيرتها الفنية عام 2009 . هي عضوة في فرقة إف إكس. وهي أيضا راقصة ورئيسة تشريفات وعارضة أزياء وممثلة.

## النشأة
ولدت فكتوريا في تشينغداو، شاندونغ. غادرت مسقط رأسها في سن مبكرة جدا لدراسة الرقص التقليدي الصيني في أكاديمية بكين للرقص. بعد تخرجها من المدرسة الثانوية، قبلت في في أكاديمية بكين للرقص وتخصصت في الرقص الشعبي الصيني. في سبتمبر 2007، شوهدت من قبل وكيل في إس إم إنترتينمنت في مسابقة رقص وفي وقت لاحق انضمت للشركة.

## أعمالها
- 2022 : اكتشف ذاتك (مسلسل)
- 2018 : ضوء القمر وعيد الحب (مسلسل)

## روابط خارجية
- فيكتوريا سونغ على موقع IMDb (الإنجليزية)
- فيكتوريا سونغ على موقع ميوزك برينز (الإنجليزية)
- فيكتوريا سونغ على موقع أول موفي (الإنجليزية)
- فيكتوريا سونغ على موقع ديسكوغز (الإنجليزية)
- فيكتوريا سونغ على موقع قاعدة بيانات الفيلم (الإنجليزية)
- فيكتوريا سونغ على موقع كينوبويسك (الروسية)